# Žen Pi-š’
Žen Pi-š’ (čínsky pchin-jinem Rèn Bìshí, znaky zjednodušené 任弼时, tradiční 任弼時; 30. dubna 1904 — 27. října 1950) byl čínský komunistický politik, ve druhé polovině 20. let jeden z vůdců Komunistického svazu mládeže Číny, od roku 1927 člen vedení Komunistické strany Číny. V první polovině 30. let se podílel na organizaci Čínské sovětské republiky, účastnil se Dlouhého pochodu jako komisař 2. frontu čínské Rudé armády, poté pracoval ve vedení KS Číny v sovětské oblasti v Jen-anu, začátkem 40. let v Moskvě zastupoval KS Číny v Kominterně. Od počátku 40. let v nejužším vedení KS Číny odpovídal za organizační otázky a administrativní i materiální zabezpečení vedení strany. Od poloviny 40. let se mu zhoršilo zdraví a roku 1950 zemřel.

## Život

### Mládí a počátky politické kariéry ve svazu mládeže
Žen Pi-š’ se narodil do rodiny učitele na východě venkovského okresu Siang-jin (dnes městský okres Mi-luo) ve středočínské provincii Chu-nan. Roku 1915 nastoupil na První normální školu ve Wu-chanu, roku 1920 spolupracoval s Mao Ce-tungem na založení Ruského výzkumného centra na této škole. Téhož roku se připojil k mládežnickému křídlu brzy nato vzniklé Komunistické strany Číny (KS Číny). V květnu 1921 spolu s dalšími pěti soudruhy – včetně Liou Šao-čchiho a Siao Ťin-kuanga – odcestoval do Sovětského svazu přes Nagasaki a Vladivostok (tehdy ovládaný bělogvardějci). Po příjezdu do Moskvy v srpnu 1921 šestice zahájila studium na Komunistické univerzitě pracujících Východu. Roku 1922 Žen Pi-š’ vstoupil do Komunistické strany Číny a na univerzitě nahradil Čchü Čchiou-paje jako překladatel dějin západních revolučních hnutí. Po ukončení studií v červenci 1924 se vrátil do Číny: cestoval přes Sibiř a lodí z Vladivostoku do Šanghaje. Rozhodnutím strany se stal lektorem ruského jazyka na Šanghajské univerzitě. V roce 1924 se podílel na výstavbě strany v provinciích Če-ťiang a An-chuej a odpovídal za vydávání časopisů Čínská mládež, Misijní časopis a Přátelé občanů.
V lednu 1925 se podílel na vedení III. celostátního lidového sjezdu Socialistického svazu mládeže Číny, sjezd změnil název organizace na Komunistický svaz mládeže Číny, generálním tajemníkem svazu byl zvolen Čang Tchaj-lej, Žen Pi-š’ ho zastupoval jako výkonný tajemník. V květnu 1925 byl Čang Tchaj-laj přeložen na jiné místo a Žen převzal vedení organizace (do roku 1928), v létě 1925 se především soustředil na účast svazu v hnutí 30. května. Navzdory neúspěchu tohoto hnutí se Ženovi podařilo svaz mládeže konsolidovat a výrazně rozšířit jeho členskou základnu. Na podzim 1926 odjel do Moskvy, aby se v říjnu zúčastnil šestého zasedání výkonného výboru Komunistické internacionály mládeže, a v Sovětském svazu zůstal až do března následujícího roku.

### Ve vedení KS Číny
V. sjezd KS Číny v dubnu–květnu 1927 zvolil Žen Pi-š’iho členem ústředního výboru strany, kterým zůstal do konce života. S nástupem bílého teroru v létě 1927 byl přijat do nového vedení strany (člen prozatímního politbyra od srpna 1927, člen jeho stálého výboru od května 1928). Když v dubnu 1928 většina politbyra odjela do Moskvy na VI. sjezd KS Číny, zůstali v Šanghaji Li Wej-chan a Žen Pi-š’, kteří řídili stranu až do návratu starších soudruhů v září 1928. Žen Pi-š’ byl sice na VI. sjezdu znovuzvolen do ÚV, nikoliv však do politbyra a vypadl tak z užšího vedení strany (Li Wej-chan se nedostal ani do ÚV).
V říjnu 1928 Žena v okrese Nan-ling v provincii An-chuej zatkla místní policie, když přijel na schůzi tamní pobočky Komunistického svazu mládeže. Ve vězení setrval do konce roku. V lednu 1929 ho ÚV přeložil do provincie Ťiang-si, kde v provinčním výboru strany odpovídal za propagandu; od srpna převzal funkci tajemníka provinčního výboru. V listopadu byl opět zatčen, přes kruté mučení neposkytl policii žádné informace. Koncem prosince 1929 se Čou En-lajovi se podařilo zajistit jeho propuštění. V dubnu a září 1930 byl Žen jmenován tajemníkem chupejské provinčního a wuchanského městského výboru KS Číny. V témže roce byl povolán zpět do Šanghaje.

### V sovětech jihu Číny a na Dlouhém pochodu

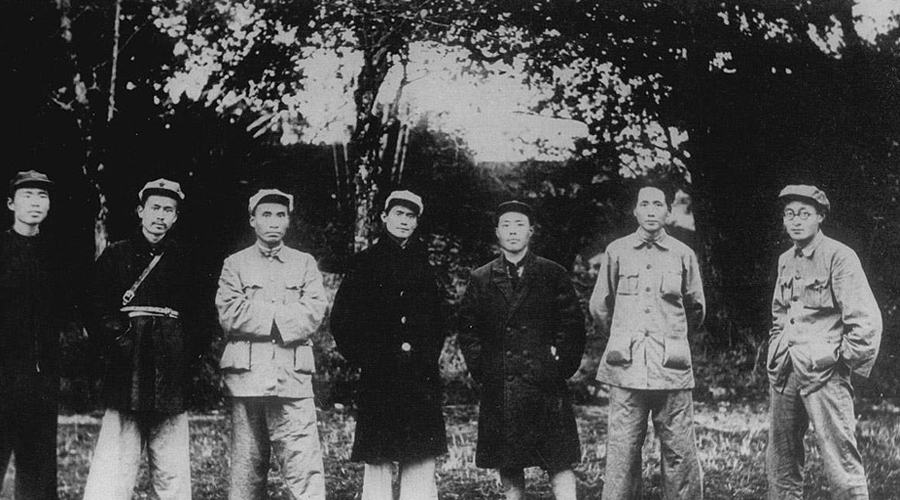
Členové centrálního byra v sovětské oblasti v Ťiang-si, listopad 1931. Zleva Ku Cuo-lin, Žen Pi-š’, Ču Te, Teng Fa, Siang Jing, Mao Ce-tung, Wang Ťia-siang

V rámci změn stranického vedení byl Žen Pi-š’ na čtvrtém zasedání ÚV v lednu 1931 zvolen členem politbyra a v březnu společně s Ku Cuo-linem a Wang Ťia-siangem vyslán do centrální sovětské oblasti v Ťiang-si. Do sovětské oblasti dorazili v polovině dubna a začlenili se do centrálního byra (nejvyššího stranického orgánu oblasti, Žen Pi-š’ byl politbyrem jmenován jeho členem už v říjnu 1930). Příchod trojice omezil vliv Siang Jinga, prozatímního tajemníka byra, který v lednu 1931 přišel do Ťiang-si a odsunul Mao Ce-tunga, do ledna vůdce strany v sovětské oblasti. Vlivem trojice byro odvolalo Siang Jinga ze svého čela a svým novým prozatímním tajemníkem zvolilo Mao Ce-tunga. Dále zrevidovalo některá Siang Jingova rozhodnutí, zejména odmítlo jeho hodnocení kampaně proti „antibolševické lize“ a fuťienského incidentu jako frakčního střetu a obnovilo masové čistky v jihovýchodní Ťiang-si (čistky koncem roku 1930 rozpoutal Mao a utlumil Siang Jing). Koncem roku 1931, pod vlivem Čou En-laje, Žen Pi–š’ umírnil své postoje k údajným agentům „antibolševické ligy“ a ustoupil z tvrdého postupu vůči statkářům a bohatým rolníkům, čímž se politicky vzdálil Mao Ce-tungovi.
V listopadu 1931 byl Žen Pi-š’ na I. sjezdu sovětů právě vyhlášené Čínské sovětské republiky zvolen členem jejího ústředního výkonného výboru. Vzápětí do sovětské oblasti dorazil Čou En-laj, který převzal celkové vedení strany (z titulu tajemníka centrálního byra a člena stálého výboru politbyra) i komunistických vojsk (1. frontu čínské Rudé armády). Poté Čou En-laj na velitelství 1. frontu řídil vojenské operace, zatímco Žen Pi-š’ a Siang Jing z pozice zástupců tajemníka centrálního byra v zázemí v Žuej-ťinu vedli stranickou organizaci oblasti i státní aparát Čínské sovětské republiky. V létě 1932 členové vedení v Žuej-ťinu (a ze Šanghaje i politbyro a představitelé Kominterny) kritizovali nepříliš úspěšné vojenské operace 1. frontu; letní kampaň komunistických vojsk měla být posouzena na konferenci v Ning-tu v říjnu 1932, kde Žen Pi-š’ a Siang Jing odsoudili způsob vedení bojů a zejména ostře kritizovali politiku i osobní vlastnosti Mao Ce-tunga. Podpořila je většina účastníků setkání včetně Čou En-laje. V důsledku konference byl Mao odstraněn z velení 1. frontu (ke kterému se vrátil až po konferenci v Cun-i v lednu 1935). Na jaře 1933 se Žen Pi-š’ s dalšími členy vedení strany aktivně účastnil kampaně proti „oportunistické linii Luo Minga“, namířené proti stranickým funkcionářům vesměs spjatých s Mao Ce-tungem. Krátce vedl organizační oddělení ÚV.
V květnu 1933 byl Žen přeložen do sovětské oblasti v horách Ťing-kang-šan na pomezí jihovýchodního Chu-nanu a jihozápadu Ťiang-si, kde převzal vedení jako tajemník tamní stranické organizace. Obranu oblasti zajišťoval 6. sbor čínské Rudé armády pod velením Wang Čena (komisař) a Siao Kchea (velitel). V červnu 1934 z rozhodnutí politbyra a pod tlakem kuomintangských vojsk Žen se 6. sborem odešel z Ťing-kang-šanu skrze Chu-nan a Kuej-čou na západ a v srpnu dorazil do sovětské oblasti na pomezí Chu-nanu, Chu-peje a S’-čchuanu, v níž působil 2. sbor čínské Rudé armády vedený Che Lungem (velitel) a Kuan Siang-jingem (komisař). Kuomintangské armády se soustředily na boj s komunistickým 1. frontem, kterému na ústupu z Ťiang-si zabránily ve spojení s Ženovými a Che Lungovými sbory (sjednocenými ve 2. front čínské Rudé armády, Žen byl komisařem, Che Lung velitelem frontu), Žen a Che Lung proto v relativním klidu koncem roku 1934 a v první půli roku 1935 rozšířili svou sovětskou oblast a zesílili vojska, v druhé půli roku 1935 však nebyli schopni čelit kuomintangské ofenzivě a v listopadu 1935 se vydali na vlastní Dlouhý pochod. Ve stopách 1. frontu prošli provinciemi Kuej-čou, Jün-nan a S’-čchuan a v červnu 1936 se po sedmiměsíčním pochodu spojili se 4. frontem, který přezimoval v Kardze v provincii Si-kchang. Po několikatýdenním odpočinku se v červenci vydali na další pochod; v říjnu 1936 se setkal s prvními oddíly 1. frontu (v Kan-su) a v listopadu dosáhl sovětské oblasti v Šen-si.

### V sovětské oblasti Šen-si-Kan-su-Ning-sia, Moskvě a zpět v Číně
V Šen-si se Žen Pi-š’ podílel na velení komunistickým vojskům, od října 1936 byl komisařem frontového velitelství (velitelem byl Pcheng Te-chuaj), od prosince 1936 členem předsednictva ústřední revoluční vojenské komise Čínské sovětské republiky, od srpna 1937 členem ústřední revoluční vojenské komise KS Číny. Po reorganizaci komunistických vojsk v 8. pochodovou armádu i nadále zůstal na velitelství vojsk jako náčelník politického oddělení armády (od října 1937), tudíž odpovídal za politickou práci mezi vojáky. V debatě o implementaci politiky jednotné fronty probíhající od konce roku 1937 (po návratu Wang Minga a dalších z Moskvy) se stavěl na stranu Mao Ce-tunga (kromě Žena Maovy návrhy na březnovém zasedání politbyra podporoval už jen Čang Wen-tchien). Vzhledem k neschopnosti sjednotit se na interpretaci politiky jednotné fronty (a soupeření Wang Minga a Mao Ce-tunga o vůdčí postavení v politbyru), politbyro v březnu 1938 vyslalo Žen Pi-š’iho do Moskvy, aby vedení Kominterny informoval o situaci a požádal o její posouzení. Vedení Kominterny schválilo politickou linii KS Číny zaujatou po zasedání politbyra v prosinci 1937 a po Wang Ťia-siangovi (dosavadním představiteli KS Číny v Kominterně, vrátil se do Číny v červenci 1938) poslalo vzkaz, že Wang Ming má zanechat soupeření o vedení a do čela KS Číny má politbyro postavit Mao Ce-tunga, což vedení KS Číny neprodleně splnilo. Žen Pi-š’ zůstal v Moskvě jako představitel KS Číny do jara 1940.

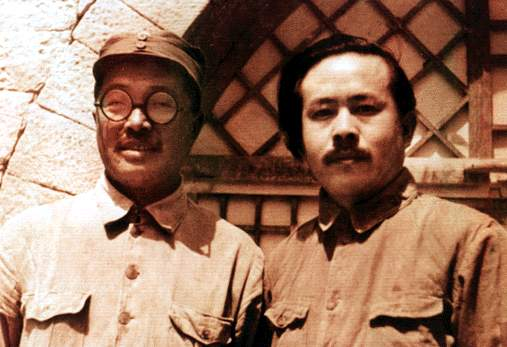
Che Lung a Žen Pi-š’ (vpravo) roku 1945 na VII. sjezdu KS Číny

Do komunistické oblasti v severní Číně se Žen ze Sovětského svazu vrátil v březnu 1940. Poté pracoval ve vedení strany, neprodleně byl přibrán do sekretariátu ÚV (tj. nejužšího vedení KS Číny), stal se generálním sekretářem přípravného výboru VII. sjezdu. V září 1941 převzal úřad generálního sekretáře (mi-šu čang) ústředního výboru, ve funkci odpovídal za administrativu spojenou s prací ústředního výboru a politbyra, ale i za materiální zabezpečení členů vedení; tento úřad zastával do konce života. Od roku 1942 se podílel na organizaci takzvané nápravné kampaně, s Liou Šao-čchim řídil stranu v komunisty ovládaném regionu Šen-si-Kan-su-Ning-sia. Od března 1943 byl členem reorganizovaného tříčlenného sekretariátu (s Mao Ce-tungem a Liou Šao-čchim). V nejužším vedení strany zůstal i po VII. sjezdu (duben–červen 1945) na kterém byl znovuzvolen do ústředního výboru a následně i do politbyra a sekretariátu.
Od konce roku 1945 se mu zhoršilo zdraví, nicméně se podílel na organizaci pozemkové reformy, na dobytí severní Číny, na obnovení komunistického svazu mládeže. V listopadu 1949 odjel na léčení do Moskvy, v dubnu 1950 se ze Sovětského svazu vrátil, ale po několika měsících utrpěl infarkt a koncem října 1950 zemřel. Pohřben byl 18. července 1951 na Papaošanském revolučním hřbitově v Pekingu.

## Památka
Vybrané spisy Žen Pi-š’iho byly oficiálně publikovány roku 1987, o dva roky později vyšly jeho Sebrané spisy.
Roku 2008 měl v čínské televizi premiéru dvacetidílný dokumentární seriál o Žen Pi-š’im, popisující jeho život od 20. do 50. let.

## Rodina
Už v dětství byla Žen Pi-š’imu zaslíbena o dva roky starší Čchen Cchung-jing, která vyrůstala u Ženových rodičů. Když od roku 1915 Žen Pi-š’ začal studovat na První normální škole, Čchen Cchung-jing si našla práci v textilce a finančně ho podporovala.
V letech 1920–1926 Žen odešel do Sovětského svazu a Šanghaje, sešli se znovu až roku 1926, kdy se v Šanghaji vzali. Pod vlivem manžela vstoupila do komunistického svazu mládeže a později do komunistické strany, sloužila jako kurýr pro vedení svazu mládeže a komunistů. Po Ženově odchodu do Ťiang-si roku 1931 byla zatčena kuomintangskou policií (s tříměsíční dcerou Jüan-č’), ve vazbě strávila šest měsíců. Po propuštění zanechala dceru v péči rodiny Žen v Chu-nanu a – na pozvání Čou En-laje – odešla do Ťiang-si k manželovi; zde pracovala v sekretariátu stranického vedení. Muže následovala i po jeho přeložení do hor Ťing-kang-šan a na Dlouhém pochodu. V Ťing-kang-šanu se jim narodil syn, v srpnu 1935, před Dlouhým pochodem, ho několikaměsíčního zanechali v místní rolnické rodině. Více ho neviděli, po skončení občanské války se jim ho nepodařilo nalézt. Během Dlouhého pochodu se jim narodila dcera Jüan-čeng, Žen ji v nesl na zádech, přičemž odmítal pomoc svých vojáků. Poté co dorazili do sovětské oblasti Šen-si-Kan-su-Ning-sia (v listopadu 1936), Cchung-jing opět zaujala místo sekretářky pracující s důvěrnými materiály stranického vedení. Dceru po roce předali příbuzným v Chu-nanu, kde vyrůstala společně s Jüan-č’. Léta 1938–1940 strávila Cchung-jing s manželem v Moskvě, zde se jim roku 1939 narodila další dcera Jüan-fang, kterou před návratem do Číny nechali ve školce v Moskvě pro děti zahraničních funkcionářů.
Roku 1941 se manželům narodil syn Jüan-jüan, roku 1945 od chunanských příbuzných převzali své dvě dcery a roku 1948 se přestěhovali do Pekingu. Z léčebného pobytu v Moskvě na přelomu let 1949/1950 Žen Pi-š’ přivezl do Pekingu k rodině dceru Jüan-fang, ale v říjnu 1950 zemřel.
Čchen Cchung-jing poté žila se čtyřmi dětmi v Pekingu, pracoval jako ředitelka kanceláře pro důvěrné dokumenty ústředního výboru. Roku 1965 byla zvolena poslankyní Čínského lidového politického poradního shromáždění a členkou stálého výboru výkonného výboru Všečínského svazu žen. Během kulturní revoluce ji Mao Ce-tungova žena Ťiang Čching zahrnula do „kontrarevoluční vdovské kliky“ a nechala uvěznit, Čou En-laj se však postavil na její obranu a zabránil další perzekuci.
Všechny čtyři přeživší děti Žen Pi-š’ho a Čchen Cchung-jing vystudovaly vysokou školu, Žen Jüan-č’ poté pracovala na ministerstvu lehkého průmyslu, Žen Jüan-čeng v Ústřední komisi pro kontrolu disciplíny KS Číny, Žen Jüan-fang v exportní společnosti, Žen Jüan-jüan sloužil ve vojenském zpravodajství, dosáhl hodnosti staršího plukovníka (ta-siao).